# هکتور مارتین
هکتور مارتین (انگلیسی: Hector Martin; ۲۶ دسامبر ۱۸۹۸ – ۹ اوت ۱۹۷۲) دوچرخه‌سوار اهل بلژیک بود.